# Falspleuroxia overlanderensis
Falspleuroxia overlanderensis är en snäckart som beskrevs av Alan Solem 1997. Falspleuroxia overlanderensis ingår i släktet Falspleuroxia och familjen Camaenidae. Inga underarter finns listade i Catalogue of Life.